# 방세옥
《방세옥》(方世玉: Fong Sai Yuk, The Legend of Fong Sai-yuk, The Legend)은 홍콩에서 제작된 원규 감독의 1993년 액션 영화이다. 이연걸이 주연/제작에 참여하였다. 같은해에 속편이 나왔다.

## 출연
- 이연걸 - 방세옥
- 소방방 - 묘취화
- 이가흔 - 뇌정정
- 호혜중 - 이소환
- 정소추 - 진가락
- 주강 - 방대인
- 조문탁 - 악이다

## 한국판 성우진(SBS) (1997년 9월 19일)
- 홍성헌 - 방세옥(이연걸)
- 김정희 - 묘취하(소방방)
- 최수민 - 이소환(호혜중)
- 유강진 - 방대인(주강)
- 노민 - 뇌대인(진송용)
- 문선희 - 뇌정정(이가흔)
- 이재용 - 악이다(조문탁)
- 이의선 - 진가락(정소추)
- 조동희 - 부지사(시안 가오)
- 서문석 - 마구(진용)
- 김창주 - 황제
- 김소형 - 불량배
- 서광재 - 방세옥의 친구
- 손선근 - 방세옥의 친구
- 박형욱 - 상인
- 이진홍 - 상인

## 기타
- 제작지휘: 최보주